# 이광용의 옐로우카드
《이광용의 옐로우카드》는 한국방송공사가 제작한 스포츠토크 텔레비전 프로그램이다.

## 기획 의도
축구와 야구에 대해 풀어보는 스포츠토크 텔레비전 프로그램이다.

## 방송 회차

### 1기

#### 2008년
| 회차 | 방송일    | 제목 (원제)                               |
| ---- | --------- | ----------------------------------------- |
| 1    | 5월 26일  | 박지성, 맨유를 떠나야 할까? 남아야 할까?  |
| 2    | 5월 30일  | 롯데, 올해는 가을에 야구할 수 있을까?     |
| 3    | 6월 6일   | 축구 전쟁 ‘유로2008 4강을 맞혀라!!’       |
| 4    | 6월 13일  | “허정무호, 이건 아니잖아!!”               |
| 5    | 6월 20일  | ‘공공의 적’ SK, 대체 왜 그러나?           |
| 6    | 6월 28일  | ‘스페인 vs 독일, 한준희 vs 이광용’        |
| 7    | 7월 2일   | 허정무호, ‘죽음의 조’에서 살아남을까?     |
| 8    | 7월 11일  | ‘돌아온 호랑이!!’ KIA 타이거즈 부활할까?  |
| 9    | 7월 16일  | ‘이빨 빠진 사자’ 삼성, 어디까지 추락하나? |
| 10   | 7월 23일  | 올림픽 야구 대표선수 선발, 문제 없나?     |
| 11   | 7월 30일  | 박성화호, 올림픽 8강 가능할까?            |
| 12   | 8월 7일   | 베이징올림픽 야구, 메달 가능한가?         |
| 13   | 8월 13일  | 옐로우 카드 베이징을 가다!!               |
| 14   | 8월 15일  | 옐로우 카드 베이징을 가다!!               |
| 15   | 8월 20일  | 옐로우 카드 베이징을 가다!!               |
| 16   | 8월 22일  | 옐로우 카드 베이징을 가다!!               |
| 17   | 9월 2일   | 베이징 올림픽의 추억                      |
| 18   | 9월 10일  | 혼돈의 프로야구, 가을에 누가 야구할까?    |
| 19   | 9월 18일  | 위기의 허정무호... 대책은?                |
| 20   | 9월 24일  | 꼴찌 LG, ‘신바람’은 언제 다시 부나?       |
| 21   | 10월 1일  | ‘무결점 타자’ 김현수 전성시대             |
| 22   | 10월 8일  | 혼돈의 K리그, 6강은 어느 팀이?            |
| 23   | 10월 15일 | 롯데 탈락... 플레이오프 전망은?           |
| 24   | 10월 22일 | 상승세 허정무호, 무엇이 달라졌나?         |
| 25   | 10월 29일 | 한국시리즈 우승 팀은 누구?                |
| 26   | 11월 5일  | 한국시리즈 SK 우승, 그 비결은?            |
| 27   | 11월 12일 | K리그 6강 결정!…준PO 누가 웃을까?         |
| 28   | 11월 19일 | 삐걱 이는 한국 야구, “WBC가 뭐기에”       |
| 29   | 11월 26일 | 축구대표 사우디전 MVP를 뽑아라!           |
| 30   | 12월 3일  | 프로야구 FA 계약, 누가 웃고 울었나?       |
| 31   | 12월 10일 | 수원 vs 삼성, 챔피언 결정전 우승 다시보기 |
| 32   | 12월 17일 | 롯데 이적 홍성흔 ‘직격 인터뷰’            |
| 33   | 12월 24일 | 2008년 야구 결산…5대 야구 뉴스는?         |
| 34   | 12월 31일 | 2008년 축구 결산…5대 축구 뉴스는?         |

#### 2009년
| 회차 | 방송일    | 제목 (원제)                                     |
| ---- | --------- | ----------------------------------------------- |
| 35   | 1월 7일   | 기성용의 굴욕…“저 김광현 아니에요~!”            |
| 36   | 1월 14일  | 타격왕 김현수 “여성분들 제발 도와주세요”        |
| 37   | 1월 21일  | 2009년 프로축구 ‘뜨거운 이적시장’               |
| 38   | 1월 28일  | 프로야구 ‘전훈 엿보기’, 2008년 시즌 4강 주목    |
| 39   | 2월 4일   | 프로야구 ‘전훈 엿보기’ - 한화·기아·히어로즈·LG  |
| 40   | 2월 11일  | 프리미어리그 겨울 이적시장 ‘핵심정리’           |
| 41   | 2월 18일  | 남아공 월드컵 본선 진출의 영광은 누구에게?      |
| 42   | 2월 25일  | WBC 아시아 라운드…대표팀의 전략은?              |
| 43   | 3월 4일   | K리그 개막! 누가 울고 누가 웃을 것인가?         |
| 44   | 3월 11일  | K리그 대단한 개막…“역시 FC서울 강했다”          |
| 45   | 3월 19일  | “맨유, 챔스리그 결승 못 오른다”                 |
| 46   | 3월 26일  | “WBC 감동 만큼, 병역 면제 어때요?”              |
| 47   | 4월 1일   | 한준희의 예지력! 남북전으로 검증해볼까?         |
| 48   | 4월 8일   | 떠나는 박동희, ‘돔구장을 정치에 이용말라!’      |
| 49   | 4월 15일  | 히어로즈, ‘죽느냐 사느냐 그것이 문제’           |
| 50   | 4월 22일  | ‘박지성을 제발 가만히 놔두세요’                 |
| 51   | 4월 29일  | “공공의 적 SK, 이젠 바뀔 때도 됐다”             |
| 52   | 5월 7일   | “전라도의 힘! K리그 호남시대”                   |
| 53   | 5월 13일  | ‘추락하는 롯데, 부활 가능성은 7%!’              |
| 54   | 5월 20일  | ‘세기의 대결 챔스 결승…맨유가 우승!’            |
| 55   | 5월 27일  | KBO “약물복용 아주 뿌리를 뽑겠다!”              |
| 56   | 6월 3일   | “맨유, 박지성 방출하면 손해볼 것”               |
| 57   | 6월 10일  | “추락하는 LG, 날개 없어 큰 일”                  |
| 58   | 6월 17일  | 김석류 아나 “선수들 ‘대시’ 여러번 받았다” 고백  |
| 59   | 6월 24일  | “달라진 KIA! V-10 꿈이 아냐”                    |
| 60   | 7월 1일   | “K리그 얘기? 눈물부터 앞선다”                   |
| 61   | 7월 8일   | 꼴지 한화, 비상구를 찾아라!                     |
| 62   | 7월 15일  | 이적시장 점검! 레알 마드리드 ‘맑음’ 맨유 ‘글쎄’ |
| 63   | 7월 22일  | ‘김 빠진’ 올스타전…할 말 있소이다!              |
| 64   | 7월 29일  | 이동국 ‘국대’로 뽑아라!                         |
| 65   | 8월 5일   | ‘四國天下’ 프로야구…최후의 승자는?              |
| 66   | 8월 12일  | 조모컵 패배 K리그, “제발 정신 차리자”           |
| 67   | 8월 19일  | 프로야구 ‘전면 드래프트’, 문제는 없나?          |
| 68   | 8월 26일  | 프리미어리그 빅뱅 “아스널, 우승 0순위!”         |
| 69   | 9월 3일   | ‘김상현’이라고 쓴다! ‘괴물’이라고 읽는다!       |
| 70   | 9월 9일   | 변해버린 수원…필요한 건 9할!                    |
| 71   | 9월 16일  | ‘가을 야구’, 외국인 선수에게 물어봐!            |
| 72   | 9월 23일  | 챔스 우승, ‘천하무적 축구단’을 넘어라!          |
| 73   | 9월 30일  | 두산 vs 롯데 준PO 승자? “롯데가 간다!”          |
| 74   | 10월 7일  | U-20·K리그·챔스...떴다, 종합선물세트!           |
| 75   | 10월 14일 | 언제였나요? 당신 생애 최고의 한국시리즈!        |
| 76   | 10월 21일 | 월드컵·K리그·챔스…떴다, 종합선물 2탄!           |
| 77   | 10월 28일 | ‘입으로 짓는’ 돔구장…지겹다, 그만하자!          |
| 78   | 11월 4일  | 포항 “복수는 나의 것!…챔스 정상 노린다”         |
| 79   | 11월 11일 | 박용택 “아내도 울고 나도 울었다”                |
| 80   | 11월 18일 | 포항 “바르셀로나, 한번 붙자!”                   |
| 81   | 11월 25일 | 김태균 “성격 너무 좋아 친구 없어요”             |
| 82   | 12월 2일  | 16강? 슬로베니아한테 물어봐                     |
| 83   | 12월 9일  | 홍성흔 “용택아, 각오해라!”                      |
| 84   | 12월 16일 | ‘셀틱’ 기성용 “내 최종 목표는…”                 |
| 85   | 12월 23일 | KIA 윤석민 “저, 애인 있어요”                    |
| 86   | 12월 30일 | 야구vs 축구 '입장바꿔' best 5                   |

#### 2010년
| 회차 | 방송일      | 제목 (원제)                                 |
| ---- | ----------- | ------------------------------------------- |
| 87   | 1월 6일     | 올해 일정 한 눈에 ‘2010년 축구 캘린더’      |
| 88   | 1월 13일    | “사랑한다 친구야” 두산 이종욱 - 손시헌      |
| 89   | 1월 20일    | “우린 걸그룹 왕팬!” 히어로즈 강정호, 황재균 |
| 90   | 1월 27일    | 월드컵 '최종 엔트리’ 전격 발표!             |
| 91   | 2월 3일     | 히어로즈 도발 “적어도 롯데처럼은 안 해”     |
| 92   | 2월 10일    | LG는 정녕 ‘MBC 청룡’이 부끄러운가?          |
| 93   | 2월 17일    | 안정환 카드 ‘만지작 만지작’…이동국 버리나?  |
| 94   | 2월 24일    | “K리그 서포터즈, ‘선민의식’ 버려라”         |
| 95   | 3월 3일     | 야구는 있고 ‘야구 역사’는 없다!             |
| 96   | 3월 10일    | “한국 축구, 2승1패로 16강 간다”             |
| 97   | 3월 17일    | 환골탈태 K리그, ‘대박’ 조짐                 |
| 98   | 3월 24일    | 돌아온 박동희, '야구 4강' 천기누설!         |
| 99   | 3월 31일    | 특종! 일본 진출 이범호의 ‘속사정’           |
| 100  | 4월 7일     | “여러분이 주인공입니다!”                    |
| 101  | 4월 14일    | 축구가 끓는점 = 리오넬 메시°C               |
| 102  | 4월 21일    | 달라진 야구 룰! 경기 시간 줄었나?           |
| 103  | 4월 28일    | 충격 예언! “프랑스 탈락한다”                |
| 104  | 5월 5일     | ‘잘되는 집’ SK, 그럴만한 이유 있다!         |
| 105  | 5월 12일    | K리그 “꼴찌들의 역습, 명가의 몰락!”         |
| 106  | 5월 19일    | 국내 첫 ‘퍼펙트 게임’ 이 선수가 해낸다!     |
| 107  | 5월 26일    | 꼽아보자, 나만의 ‘최고 월드컵’!             |
| 108  | 6월 2일     | 1986년 사직구장에 4만명 몰린 이유는?        |
| 109  | 6월 9일     | “2가지만 조심하면 그리스전 승리한다!”       |
| 110  | 6월 16일    | 프로야구팀 중에 월드컵 ‘수혜자’ 있다?       |
| 111  | 6월 23일    | 월드컵 4강·우승팀 맞히면 자블라니 쏜다!     |
| 112  | 6월 30일    | ‘접신’ 한준희 예언 “브라질 우승할 것!”      |
| 113  | 7월 7일     | ‘연패’ 기아...삼미 슈퍼스타즈의 향기가      |
| 114  | 7월 14일    | 기성용 단독 인터뷰 “이제는 말 할 수 있다”   |
| 115  | 7월 21일    | 기성용 선수가 유니폼을 ‘훔친’ 까닭은?       |
| 116  | 7월 28일    | 야구 중간 결산, 승부는 지금부터!            |
| 117  | 8월 4일     | K리그 환골탈태 ‘공격 축구’의 참맛!          |
| 118  | 8월 11일    | 달라진 삼성 야구…“돈성에서 땀성으로”        |
| 119  | 8월 18일    | 조광래와 아이들…희망이 보인다!              |
| 120  | 8월 25일    | 이대호 vs 류현진..과연 MVP의 행방은?        |
| 121  | 9월 1일     | “여기, K리그 판좀 갈아주세요”               |
| 122  | 9월 8일     | LG팬들 “기다릴 만큼 기다렸다”               |
| 123  | 9월 15일    | 조광래호 ‘스리백’의 2가지 문제점            |
| 124  | 9월 22일    | 왜 ‘남의 구장’서 우승 세리머니 하나?        |
| 125  | 9월 29일    | 쾌거! 월드컵 우승한 U-17 여자 축구 대표팀   |
| 126  | [[10월 6일  | 두산 분위기 좋고! 삼성 마운드 높다!         |
| 127  | [[10월 13일 | '치열한' 1위 싸움, '처절한' 6위 다툼        |
| 128  | [[10월 20일 | 투지의 ‘두산’, 잘했다 ‘삼성’, 우승은 ‘SK’   |
| 129  | [[10월 27일 | SK “두산 올라올까 두려웠다?”                |
| 130  | 11월 3일    | 눈물 없이 못보는 ‘아시안 게임’ 잔혹사       |
| 131  | 11월 10일   | 눈물 없이 못 보는 AG ‘야구’ 잔혹사          |
| 132  | 11월 17일   | AG 축구·야구, 관전 포인트는?                |
| 133  | 11월 24일   | “지.못.미” AG 한국 ‘축구’ 대표팀            |
| 134  | 12월 1일    | 전가을 선수, 눈물 흘린 이유는?              |
| 135  | 12월 8일    | “프로야구 안끝났다” 골든글러브 ‘접전’       |
| 136  | 12월 15일   | 야구선수들 ‘걸그룹’과 연대하라!             |
| 137  | 12월 22일   | “K리그의 승강제를 말하다” 2탄               |
| 138  | 12월 29일   | 제9구단? 한방에 ‘훅’ 가는 수가 있다         |

#### 2011년
| 회차 | 방송일      | 제목 (원제)                                    | 제목 (원제)                                    |
| ---- | ----------- | ---------------------------------------------- | ---------------------------------------------- |
| 139  | 1월 5일     | 아시안컵 잔혹사…조별예선도 불안?               | 아시안컵 잔혹사…조별예선도 불안?               |
| 140  | 1월 12일    | 미리 보는 2011년 프로야구 ‘희망’ 늬우스        | 미리 보는 2011년 프로야구 ‘희망’ 늬우스        |
| 141  | 1월 19일    | 아시안컵 ‘샛별’ 구자철…더 뜨면 곤란해?         | 아시안컵 ‘샛별’ 구자철…더 뜨면 곤란해?         |
| 142  | 1월 26일    | 한일전 패배가 남긴 교훈들…                     | 한일전 패배가 남긴 교훈들…                     |
| 143  | 2월 2일     | 뜨거운 감자 ‘연봉’…주는대로 받아라?            | 뜨거운 감자 ‘연봉’…주는대로 받아라?            |
| 144  | 2월 9일     | 구자철이 직접 밝힌 아시안컵 뒷담화!            | 구자철이 직접 밝힌 아시안컵 뒷담화!            |
| 145  | 2월 16일    | 구자철 “이것까진 얘기 안하려고 했는데...”      | 구자철 “이것까진 얘기 안하려고 했는데...”      |
| 146  | 2월 23일    | 박찬호·이승엽 韓日 ‘기대만발’                  | 박찬호·이승엽 韓日 ‘기대만발’                  |
| 147  | 3월 2일     | K리그 개막 “올해는 다르다!”                    | K리그 개막 “올해는 다르다!”                    |
| 148  | 3월 9일     | 2011년 프리뷰                                  | 1. 기아 4위·삼성 5위?                          |
| 149  | 3월 17일    | 2011년 프리뷰                                  | 2. SK 2위·넥센 7위?                            |
| 150  | 3월 23일    | ‘구름 관중’ K리그 “뚜껑 열어보니...”           | ‘구름 관중’ K리그 “뚜껑 열어보니...”           |
| 151  | 3월 30일    | ‘쌍용’ 특집                                    | 1. “박주영, 주장 되더니 변했다!”               |
| 152  | 4월 6일     | ‘쌍용’ 특집                                    | 2. 기성용 “이청용 질투나!”                     |
| 153  | 4월 13일    | 달라진 LG, “올해 4강 간다?”                    | 달라진 LG, “올해 4강 간다?”                    |
| 154  | 4월 20일    | 챔스 사나이 박지성 ‘왼발’로 일낸다!            | 챔스 사나이 박지성 ‘왼발’로 일낸다!            |
| 155  | 4월 27일    | ‘화나는’ 한화 ‘널뛰는’ 롯데?                   | ‘화나는’ 한화 ‘널뛰는’ 롯데?                   |
| 156  | 5월 4일     | ‘야구’ 피해야 K리그 산다?                      | ‘야구’ 피해야 K리그 산다?                      |
| 157  | 5월 11일    | 고교야구 주말리그 “애들 잡는다”                | 고교야구 주말리그 “애들 잡는다”                |
| 158  | 5월 18일    | KBO 총재를 구합니다                            | KBO 총재를 구합니다                            |
| 159  | 5월 25일    | 박지성·퍼거슨 “‘빅이어’를 내 품에…”            | 박지성·퍼거슨 “‘빅이어’를 내 품에…”            |
| 160  | 6월 1일     | 두산에 관한 몇가지 ‘불편한 진실’               | 두산에 관한 몇가지 ‘불편한 진실’               |
| 161  | 6월 8일     | 조광래 감독 '뿔'난 이유는?                     | 조광래 감독 '뿔'난 이유는?                     |
| 162  | 6월 15일    | “심판은 악당이다?” 오심 논란 뒷얘기들...       | “심판은 악당이다?” 오심 논란 뒷얘기들...       |
| 163  | 6월 22일    | 야구 ‘레전드’를 대하는 우리들의 자세           | 야구 ‘레전드’를 대하는 우리들의 자세           |
| 164  | 6월 29일    | ‘EPL’행 지동원 “출전 기회 많다?”               | ‘EPL’행 지동원 “출전 기회 많다?”               |
| 165  | 7월 6일     | 꼴찌들의 반란…한화에 무슨 일이?                | 꼴찌들의 반란…한화에 무슨 일이?                |
| 166  | 7월 13일    | 선수에 감독까지…K리그 어쩌나?                  | 선수에 감독까지…K리그 어쩌나?                  |
| 167  | 7월 20일    | EPL의 '별' 지동원 “닮고 싶은 선수는…”          | EPL의 '별' 지동원 “닮고 싶은 선수는…”          |
| 168  | 7월 27일    | 프로야구 중간 결산 특집 : “아 삼성!”           | 프로야구 중간 결산 특집 : “아 삼성!”           |
| 169  | 8월 3일     | K-리그 중간 결산 특집: “아 부산!”              | K-리그 중간 결산 특집: “아 부산!”              |
| 170  | 8월 10일    | 운명의 마지막 한자리...롯데냐 LG냐?            | 운명의 마지막 한자리...롯데냐 LG냐?            |
| 171  | 8월 17일    | 이영표 “박지성 복귀…가능한 일이다”             | 이영표 “박지성 복귀…가능한 일이다”             |
| 172  | 8월 24일    | ‘사퇴’ vs ‘해고’ 김성근 논란 어떻게 봐야 하나? | ‘사퇴’ vs ‘해고’ 김성근 논란 어떻게 봐야 하나? |
| 173  | 8월 31일    | 여자 축구 대표팀 런던행 가능성은...            | 여자 축구 대표팀 런던행 가능성은...            |
| 174  | 9월 7일     | 애매한(?) MVP “저희가 정해드립니다”            | 애매한(?) MVP “저희가 정해드립니다”            |
| 175  | 9월 14일    | 대표팀 연이은 부진? “우리가 끊는다!”           | 대표팀 연이은 부진? “우리가 끊는다!”           |
| 176  | 9월 21일    | 야구 ‘레전드’를 대하는 우리들의 자세Ⅱ          | 야구 ‘레전드’를 대하는 우리들의 자세Ⅱ          |
| 177  | 9월 28일    | K리그, 각팀 최고의 선수를 뽑는다면?            | K리그, 각팀 최고의 선수를 뽑는다면?            |
| 178  | [[10월 5일  | TV로 보는 ‘가을 야구’…“지겨워!”                | TV로 보는 ‘가을 야구’…“지겨워!”                |
| 179  | [[10월 12일 | “프런트가 죽어야 ‘LG’가 산다?”                 | “프런트가 죽어야 ‘LG’가 산다?”                 |
| 180  | [[10월 19일 | K리그 스페셜 2탄 “나도 6강이다!”               | K리그 스페셜 2탄 “나도 6강이다!”               |
| 181  | [[10월 26일 | 추억? 한국시리즈 2인자들의 ‘악몽’              | 추억? 한국시리즈 2인자들의 ‘악몽’              |
| 182  | 11월 2일    | ‘닥공’ 최강희 감독 “이제는 닥치고 우승!”       | ‘닥공’ 최강희 감독 “이제는 닥치고 우승!”       |
| 183  | 11월 9일    | 삼성과 SK가 알려주지 않은 진실이 있다?         | 삼성과 SK가 알려주지 않은 진실이 있다?         |
| 184  | 11월 16일   | 서울 vs 수원? “김칫국 마시지 말라!”            | 서울 vs 수원? “김칫국 마시지 말라!”            |
| 185  | 11월 23일   | 롯데 양승호 감독 “내년 4번 타자는...”          | 롯데 양승호 감독 “내년 4번 타자는...”          |
| 186  | 12월 1일    | 골든글러브 전망…뜨거운 FA 뒷담화               | 골든글러브 전망…뜨거운 FA 뒷담화               |
| 187  | 12월 7일    | ‘닥공’ 전북 vs ‘철퇴’ 울산…트로피는 누가?      | ‘닥공’ 전북 vs ‘철퇴’ 울산…트로피는 누가?      |
| 188  | 12월 14일   | MVP 이동국 “나에게 월드컵이란?”                | MVP 이동국 “나에게 월드컵이란?”                |
| 189  | 12월 21일   | ‘닥공’ 최강희 “국가대표팀 감독은 절대…”        | ‘닥공’ 최강희 “국가대표팀 감독은 절대…”        |
| 190  | 12월 28일   | 당신들에게 날리는 옐로카드 “너는 꼼수다”       | 당신들에게 날리는 옐로카드 “너는 꼼수다”       |

#### 2012년
| 회차 | 방송일   | 제목 (원제)                                        |
| ---- | -------- | -------------------------------------------------- |
| 191  | 1월 4일  | “2012년…한국 축구의 미래가 걸렸다”                 |
| 192  | 1월 11일 | 두산 김진욱 감독 “내 꿈은 2군 감독"                |
| 193  | 1월 18일 | 이만수 감독 “내가 제일 많이 맞았다”                |
| 194  | 1월 25일 | 넥센 김시진 감독 “걸그룹 춤이라도 추겠다!”         |
| 195  | 2월 1일  | 안정환 은퇴 경기 “부산 vs 페루자?”                 |
| 196  | 2월 8일  | ‘승강제’ 대체 어떡할겁니까?                        |
| 197  | 2월 15일 | 개봉 ‘박수!’ “해외파들의 귀환”                     |
| 198  | 2월 22일 | 2012년 K-리그를 주목해야할 ‘네가지’ 이유!          |
| 199  | 2월 29일 | 올 시즌 K리그 우승 팀은 바로…                      |
| 200  | 3월 7일  | ‘닥공’ 최강희 감독 “이동국 박주영 예능 출연시켜야” |

### 2기

#### 2012년
| 회차 | 방송일      | 제목 (원제)                                   |
| ---- | ----------- | --------------------------------------------- |
| 201  | 7월 4일     | 기성용 “스페인 가고 싶은데 걸림돌이…”         |
| 202  | 7월 11일    | 프로야구 ‘하향 평준화’…알고보면 기분 탓?      |
| 203  | 7월 18일    | 야구 중간 결산…좋은 팀, 나쁜 팀, 이상한 팀!   |
| 204  | 7월 25일    | 홍명보호 최종 성적 “8강전에 물어 봐!”         |
| 205  | 8월 1일     | 올림픽에 대처하는 야구팬의 자세!              |
| 206  | 8월 8일     | 올림픽 4강 이끈 K-리그의 힘!                  |
| 207  | 8월 15일    | ‘있으나 마나’ 연봉 제한, 그럴 거면 없애든가!  |
| 208  | 8월 22일    | 스플릿과 승강제 “잘 돼 가고 있습니까?”        |
| 209  | 8월 29일    | ‘꿈의 기록’ 퍼펙트, 주인공은 이 선수!         |
| 210  | 9월 5일     | 한화 프런트에 고함…“예끼! 이 양반들아”        |
| 211  | 9월 12일    | 홍명보號…행복했던 3년과 남겨진 이야기         |
| 212  | 9월 19일    | 최용수 감독 “수원전 6연패? 중요한 건 우승”    |
| 213  | 9월 26일    | 시끌벅적 프로야구 “지킬 건 좀 지킵시다!”      |
| 214  | [[10월 3일  | 김남일 “김봉길 감독, 말 못할 단점 있다!”      |
| 215  | [[10월 10일 | 응답하라 가을야구! 추억 속 명승부·명장면      |
| 216  | [[10월 17일 | 유럽파 기상도…‘되는’ 손흥민, ‘꼬인’ 박지성    |
| 217  | [[10월 24일 | 2012년 한국시리즈, 이번엔 누가 미칠까?        |
| 218  | [[10월 31일 | 한준희 vs 박찬하, 슈퍼매치 ‘피 묻히기’        |
| 219  | 11월 7일    | 롯데 ‘높은분들’…“단디해라, 쫌!!”              |
| 220  | 11월 14일   | ‘우승과 강등 사이’…지금부터가 문제다!         |
| 221  | 11월 21일   | 다저스가 ‘찜한’ 류현진, 4년에 2000만 달러?    |
| 222  | 11월 28일   | ‘만만찮은’ 스플릿…내년에도 해야 할까?         |
| 223  | 12월 5일    | 2013년 ‘폭탄 맞은’ 롯데, 10구단 반대 미운털?  |
| 224  | 12월 12일   | 부천 곽경근 감독 “서정원 뒤치다꺼리 힘들었다” |
| 225  | 12월 19일   | 메이저 리그의 귀환…각오하라, 한국 야구!       |
| 226  | 12월 26일   | 2012년 축구 결산 “새로웠거나 잔혹했거나…”     |

#### 2013년
| 회차 | 방송일      | 제목 (원제)                                   |
| ---- | ----------- | --------------------------------------------- |
| 227  | 1월 2일     | 2013년 한국 축구, 무엇을 이야기 할까?         |
| 228  | 1월 9일     | ‘점입가경’ 10구단 싸움, 유치만 하면 끝?       |
| 229  | 1월 16일    | 수원-KT 10구단 선정, 결정적 이유는 이것!      |
| 230  | 1월 23일    | ‘닥치고 영입’ 전북, 우승은 글쎄...?           |
| 231  | 1월 30일    | 홍성흔 “롯데에서 두산으로 돌아온 진짜 이유?”  |
| 232  | 2월 6일     | 서정원 감독 “여전히 식스팩…우승하면 공개!”    |
| 233  | 2월 13일    | ‘별들의 전쟁’ 챔스 16강, 당신의 선택은?       |
| 234  | 2월 20일    | ‘류현진만 담배 피나’ WBC 한·일전 흡연의 추억  |
| 235  | 2월 27일    | K리그 클래식, 상위 7자리 주인공은?            |
| 236  | 3월 6일     | 대표팀 공격 라인, 해답은 ‘지구 특공대’!       |
| 237  | 3월 13일    | WBC 조기 탈락, 차라리 잘 됐다!                |
| 238  | 3월 20일    | “지동원 vs 김신욱”… 카타르전 최전방 주인공은? |
| 239  | 3월 27일    | 기아 우승, 윤석민 MVP?                        |
| 240  | 4월 3일     | ‘3연패’ 삼성 vs ‘부활’ 두산, 여러분의 선택은? |
| 241  | 4월 10일    | ‘강등 눈앞’ 박지성, K리그로 돌아온다면...     |
| 242  | 4월 17일    | “야구, 어디까지 가 봤니?” ‘야빠’ 진단 테스트! |
| 243  | 4월 24일    | 프로야구 위기? ‘진짜’는 시작도 안했다!        |
| 244  | 5월 1일     | 분데스리가 ‘부활’, 손흥민 마음도 흔들릴까?    |
| 245  | 5월 8일     | 막강해진 KIA, V11 찍고 ‘왕조 재건’?           |
| 246  | 5월 15일    | K리그 30년, 당신의 ‘베스트11’은 누구입니까?   |
| 247  | 5월 22일    | 구자철·기성용 빼! 최강희 감독 진짜 속내는?    |
| 248  | 5월 29일    | 넥센 “올 가을엔 목동 나이트로 오세요”         |
| 249  | 6월 5일     | 우리에게 더 좋은 야구장을 허하라!             |
| 250  | 6월 12일    | 하늘이 두 쪽 나도 월드컵은 가야한다!          |
| 251  | 6월 19일    | 이것은 ‘절대’ LG 이야기가 아닙니다!           |
| 252  | 6월 26일    | 홍명보號 박주영 발탁? ‘이대로’는 곤란하지...! |
| 253  | 7월 3일     | 그 많던 ‘1차 지명’은 다 어디로 갔을까?        |
| 254  | 7월 10일    | U-20 전사, 당신들의 5년 후를 응원합니다!      |
| 255  | 7월 17일    | “꽃보다 마흔”…‘라뱅’의 시간은 거꾸로 간다!    |
| 256  | 7월 24일    | 닻 올린 홍명보호, 연말까지는 ‘일단’ 물음표?   |
| 257  | 7월 31일    | 언제쯤 깨질까...프로야구 ‘불멸’의 기록들!     |
| 258  | 8월 7일     | 부산·제주, FA컵 ‘올인’도 나쁘지 않다!         |
| 259  | 8월 14일    | ‘조범현표’ KT 야구, NC보다 잘 할까?           |
| 260  | 8월 21일    | 박지성도 팬들도 이제는 ‘쉬·엄·쉬·엄’          |
| 261  | 8월 28일    | 타이거즈는 ‘어쩌다’ 약팀이 되었나?            |
| 262  | 9월 4일     | ‘전·원·소·집’ 홍명보호, 진짜 베스트11은?      |
| 263  | 9월 11일    | LG의 이 ‘바람’은 어디서 시작됐을까?           |
| 264  | 9월 25일    | ‘신기한 팀’ 포항, 잘 나가는 진짜 이유는?      |
| 265  | [[10월 2일  | 2013 가을야구, 우리가 보고 싶은 것들!         |
| 266  | [[10월 9일  | ‘구사일생’ 성남, 진짜 생존전략은?             |
| 267  | [[10월 16일 | 돌아오는 외국인 타자, “긴장하라! 박병호”      |
| 268  | [[10월 23일 | FIFA 랭킹, 넌 대체 정체가 뭐니?               |
| 269  | [[10월 30일 | K리그 스플릿, 대체 어쩔 겁니까?               |
| 270  | 11월 6일    | 가을야구, ‘한 방!’ 그 짜릿함에 대하여…        |
| 271  | 11월 13일   | K리그, 이러고 있을 때가 아니다!               |
| 272  | 11월 20일   | 500억 FA, 비싼 만큼 ‘돈 값’ 하자!             |
| 273  | 11월 27일   | 브라질월드컵, 진짜 ‘대박’ 조 편성은?          |
| 274  | 12월 4일    | ‘김현수에게 물었다…“2014년 두산은?”           |
| 275  | 12월 11일   | 긴장하라 2014…‘쉬운’ 월드컵은 없다!           |
| 276  | 12월 18일   | 이병규 “가을야구 계속할게요, 느낌 아니까!”    |
| 277  | 12월 25일   | 기억나세요? 2013 프로야구 ‘결정적 순간들!’    |

#### 2014년
| 회차 | 방송일    | 제목 (원제)                                                                     |
| ---- | --------- | ------------------------------------------------------------------------------- |
| 278  | 1월 1일   | ‘대세’ 손흥민에게 ‘홍명보’란?                                                   |
| 279  | 1월 8일   | 2014 한국축구, 월드컵이 전부가 아니다!                                          |
| 280  | 1월 15일  | 홈런왕 박병호 목표는 볼넷왕?                                                    |
| 281  | 1월 22일  | 브라질에 다시 뜨는 ‘양·박·쌍·용’?                                               |
| 282  | 1월 29일  | 우리들의 야구장, 안녕들 하십니까?                                               |
| 283  | 2월 5일   | 상처만 남긴 전지훈련, 누구 탓일까?                                              |
| 284  | 2월 12일  | 프로야구 외국인 타자, ‘대박’ vs ‘공갈포’?                                       |
| 285  | 2월 19일  | 2014 프로야구, 이런 ‘시구’ 어떤가요?                                            |
| 286  | 2월 26일  | K리그클래식 우리가 하위권? 뚜껑은 열어봐야!                                     |
| 287  | 3월 5일   | 2014 K리그클래식, ‘6강’을 공개합니다!                                           |
| 288  | 3월 12일  | 2014 프로야구, ‘최상·최악’의 시나리오는?                                        |
| 289  | 3월 19일  | 2014 프로야구, 우승과 꼴찌는 한 끗 차이!                                        |
| 290  | 3월 26일  | 무적’ 뮌헨 vs ‘약체’ 맨유, 안 봐도 비디오?                                      |
| 291  | 4월 2일   | 무턱대고 질러보는’ 2014 프로야구 시상식                                         |
| 292  | 4월 9일   | 전남 하석주 감독은 왜 ‘배바지‘를 입었을까?                                      |
| 293  | 4월 16일  | 긴급진단 “어디 좋은 포수 없습니까?”                                             |
| 294  | 4월 30일  | 쑥쑥’ 크는 아기공룡, NC 돌풍 진짜 이유는?                                       |
| 295  | 5월 7일   | 홍명보 감독님, 4-3-3은 어떠세요?”                                               |
| 296  | 5월 14일  | 브라질에서 ‘뜰’ 유망주, 이 선수를 주목하라!                                     |
| 297  | 5월 21일  | 프로야구 비디오 판독, 도입해야 할까요?                                          |
| 298  | 7월 9일   | 스리백의 귀환? 핵심은 전술적 유연성!                                            |
| 299  | 7월 16일  | 타고투저·4할·오심·비더레, 그리고 한화!                                          |
| 300  | 7월 23일  | 기술위가 바로 서야 한국 축구가 산다                                             |
| 301  | 7월 30일  | K리그 살 길, ‘서비스 정신’으로 무장하라!                                        |
| 302  | 8월 6일   | AG 대표팀 논란, 결과가 좋으면 다 좋다?                                          |
| 303  | 8월 13일  | 판 마르베이크는 히딩크가 아니다!                                                |
| 304  | 8월 20일  | 재능있는 투수는 왜 모두 불펜에 있을까?(한국 야구엔 왜 더 이상 류현진이 없을까?) |
| 305  | 8월 27일  | 유럽축구 우승? 첼시·뮌헨 그리고 마드리드!                                       |
| 306  | 9월 3일   | 2014년 겨울, 강정호는 가고 최정은 남는다?                                       |
| 307  | 9월 10일  | 아시안게임 축구, 중요한 건 ‘병역’이 아니다!                                     |
| 308  | 9월 17일  | 이영표 “한국 축구에 필요한 건 소통과 인내”                                      |
| 309  | 9월 24일  | AG의 중심에서 가을야구를 외치다!                                                |
| 310  | 10월 8일  | 기성용에서 이승우까지…‘황금세대’가 온다!                                        |
| 311  | 10월 15일 | 거꾸로 본 가을야구 : 두산은 어쩌다 이 지경이 됐을까?                            |
| 312  | 10월 22일 | K리그 플레이오프, 다시 하면 안 되나요?                                          |
| 313  | 10월 29일 | ‘야신’이 돌아왔다! ‘팬심’이 통했다?                                             |
| 314  | 11월 5일  | 대체 ‘가을야구’ 이야기는 언제 하나요?                                           |
| 315  | 11월 12일 | 시도민구단에 물었다! “축구 왜 하세요?”                                          |
| 316  | 11월 19일 | ‘야생마’ 이상훈은 왜 두산으로 갔을까?                                           |
| 317  | 11월 26일 | 클래식 ‘복귀’ 대전, 우승 동력은 ‘따뜻한 물’?                                    |
| 318  | 12월 3일  | 33살 프로야구, 이젠 좀 바꿔보자! <1>                                            |
| 319  | 12월 10일 | 흔들리는’ 시도민구단, 해체하면 그만일까?                                        |
| 320  | 12월 17일 | 프로야구 ‘S-존’에 이의 있습니다!                                                |
| 321  | 12월 24일 | 2014년, K리그에 던지는 마지막 고언!                                             |
| 322  | 12월 31일 | 우리는 2014년 ‘옐·카’가 한 일을 알고 있다!                                      |

#### 2015년
| 회차 | 방송일    | 제목 (원제)                                                           |
| ---- | --------- | --------------------------------------------------------------------- |
| 323  | 1월 7일   | 이용수 위원장에게 ‘슈·틸·리·케’란?                                    |
| 324  | 1월 14일  | 김태형 감독 “두산의 새 마무리 투수는…                                 |
| 325  | 1월 21일  | 아시안컵 최고 팀? 한국 말고 ‘이 팀’!                                  |
| 326  | 1월 28일  | ‘독수리’ 배영수 “삼성 만나는 날엔…”                                   |
| 327  | 2월 4일   | 2015 아시안컵, ‘아쉬움’과 ‘가능성’ 사이                               |
| 328  | 2월 11일  | 프로야구 ‘캡틴’, 대체 넌 정체가 뭐니?                                 |
| 329  | 2월 25일  | 개막 특집① K리그, 올해는 ‘장사’ 좀 될까요?                            |
| 330  | 3월 4일   | 2015 K리그, 올해는 ‘감독’이다!                                        |
| 331  | 3월 11일  | 삼성·SK·두산 우승 확률…제 점수는요?                                   |
| 332  | 3월 18일  | 2015 가을야구, 한화는 가고 LG는 못 간다?                              |
| 333  | 3월 25일  | K리그 ‘봄바람’, 대표팀도 흔들까?                                      |
| 334  | 4월 1일   | 윤석민 사용법’ 이게 정말 최선일까?                                    |
| 335  | 4월 8일   | 챔스 8강, ‘이 팀’ 이래서 탈락한다!                                    |
| 336  | 4월 15일  | “미치도록 이기고 싶다” K리그 ‘더비’ 열전                              |
| 337  | 4월 22일  | 왜! 감독은 항의 좀 하면 안되나요?                                     |
| 338  | 4월 29일  | 이번 챔스 결승은 ‘엘 클라시코’다!                                     |
| 339  | 5월 6일   | ‘무너진’ 마무리 투수, 바꿔? 말어?                                     |
| 340  | 5월 13일  | 정말 ‘이동국·차두리·염기훈’ 뿐인가요?                                 |
| 341  | 5월 20일  | 김성근 ‘문제적’ 야구, 그런데 왜 끌릴까?                               |
| 342  | 5월 27일  | 윤덕여 감독 “여자축구, 큰 일 낸다!”                                   |
| 341  | 6월 3일   | 제2의 강정호? 강정호에게 물어봐!                                      |
| 342  | 6월 10일  | 돈 많은 EPL, 축구는 왜 못할까?                                        |
| 343  | 6월 17일  | ‘좌완’ 전성시대, 최동원·선동열이 그립다!                              |
| 344  | 6월 24일  | 여자월드컵 16강…짧은 기쁨, 긴 그림자                                  |
| 345  | 7월 1일   | 스물 셋 김진수, ‘다시’ 월드컵을 꿈꾸다!                               |
| 346  | 7월 8일   | 롯데, 그때 그 ‘88억’은 지금 어디에…?                                  |
| 347  | 7월 15일  | 에두·정대세…다 가면 우린 어쩌라고!                                    |
| 348  | 7월 22일  | 트레이드 ‘마감 임박’, 당신이 감독이라면?                              |
| 349  | 7월 29일  | 슈틸리케 감독님, 권순태·황의조는 왜…? (볼프스부르크 vs 바이에른 뮌헨) |
| 350  | 8월 5일   | 신인왕 구자욱? 김하성은 어쩌고?                                       |
| 351  | 8월 12일  | 이재성·권창훈·김승대…다음 스타는 누구?                                |
| 352  | 8월 19일  | 30경기? 이래서야 약물을 막겠습니까?                                   |
| 353  | 8월 26일  | 이번에도 바르샤-레알? 둘 다 우승 못해!                                |
| 354  | 9월 2일   | ‘뜨거웠던’ 34년…고생했다, 대구구장!                                   |
| 355  | 9월 9일   | 유럽축구 여름 이적, ‘루저’와 ‘호갱님’                                 |
| 356  | 9월 16일  | (메이저리거) 박병호, ‘딱 맞는’ 팀은?                                  |
| 357  | 9월 23일  | 고척돔 성공 여부? 엑소 팬들에게 물어봐!                               |
| 358  | 9월 30일  | U-17 사령탑 최진철에게 ‘이승우’란?                                    |
| 359  | 10월 7일  | NC다이노스, 몰라봬서 죄송합니다                                       |
| 360  | 10월 14일 | 가을야구, 짜릿하거나 혹은 잔인하거나                                  |
| 361  | 10월 21일 | 리버풀은 정말 ‘빅클럽’이 아닌가요?                                    |
| 362  | 10월 28일 | 히어로즈, (내년엔) “이름이 뭐예요?”                                   |
| 363  | 11월 4일  | 인천·성남, 축구를 하려거든 이들처럼!                                  |
| 364  | 11월 11일 | 선수의 품격, 야구의 품격                                              |
| 365  | 11월 18일 | 너도나도 ‘포스팅’, KBO는 누가 지키지?                                 |
| 365  | 11월 25일 | 축구장의 ‘슈퍼갑’은 대체 누굴까?                                      |
| 367  | 12월 2일  | K리그 시상식이 아쉬웠던 당신에게…                                     |
| 368  | 12월 9일  | 2015 FA, 가장 수지맞은 팀은?                                          |
| 369  | 12월 16일 | 이재성 유럽행? “가고 싶다, 그런데…”                                   |
| 370  | 12월 23일 | 삼성라이온즈는 어디로 가는가?                                         |
| 371  | 12월 30일 | 2015년 “지나간 것은…그런 의미가 있죠”                                 |

#### 2016년
| 회차 | 방송일   | 제목 (원제)                                  |
| ---- | -------- | -------------------------------------------- |
| 372  | 1월 6일  | 난 놈’ 신태용 “결승에서 봅시다!”             |
| 373  | 1월 13일 | 김현수 “ML 첫 타석 무조건 초구!”             |
| 374  | 1월 20일 | 돈 좀 쓰는’ 전북·서울, 그런데 수원은…?       |
| 375  | 1월 27일 | 외인선수 ‘통큰’ 투자, 성적도 좋아질까?       |
| 376  | 2월 3일  | 신태용호, 문제는 와일드카드가 아니다!        |
| 377  | 2월 10일 | 한화, 가을야구를 위해 필요한 몇 가지         |
| 378  | 2월 17일 | 쫄지마 K리그! 돈이 없지 ‘OO’이 없냐?         |
| 379  | 2월 24일 | 나는 왜 ‘지는 팀’을 계속 응원할까?           |
| 380  | 3월 2일  | ‘닥공’ 전북 vs ‘무공해’ 서울, 당신의 선택은? |
| 381  | 3월 9일  | 2016 K리그클래식 ‘6강’ 이미 정해져 있다!?    |
| 382  | 3월 16일 | 정우람? 손승락? 2016 팀별 ‘神의 한 수’는?    |
| 383  | 3월 23일 | 박석민? 오재일? 2016 팀별 ‘神의 한 수’는? ②  |
| 384  | 3월 30일 | 2016 한화·롯데 뜨고! 두산·넥센 진다?         |
| 385  | 4월 6일  | 2016 챔스 결승은 ‘레알 vs 뮌헨’!?            |
| 386  | 4월 14일 | KBO 출신 스타들, 험난한 MLB에서 살아남을까?  |
| 387  | 4월 20일 | 신태용호, 멕시코보다 독일전에 승부를 걸어라? |
| 388  | 4월 27일 | 야신(野神), 당신이 틀렸습니다!               |
| 389  | 5월 4일  | 한국 축구 ‘불의 고리’…위기의 시민구단!       |
| 390  | 5월 11일 | 새집증후군?…흔들리는 최강삼성                |
| 391  | 5월 18일 | 라리가(La Liga)는 왜 이렇게 강할까?          |
| 392  | 5월 25일 | "2018년 우승”…‘흙수저’ 넥센이 사는 법!       |
| 393  | 6월 1일  | 코파 2016…메시의 우승 꿈은 이뤄질까?         |
| 394  | 6월 8일  | 마지막 옐카, 못 다한 이야기들…               |

### 3기

#### 2018년
| 회차 | 방송일   | 제목 (원제)                  |
| ---- | -------- | ---------------------------- |
| 395  | 10월 5일 | K리그 인기 거품인가 진품인가 |